# Gustavo Bou
Gustavo Bou (Concordia, 1990. február 18. –) argentin labdarúgó, csatár.

## Pályafutása
Bou az argentínai Concordia városában született. Az ifjúsági pályafutását a River Plate akadémiájánál kezdte.
2008-ban mutatkozott be a River Plate felnőtt keretében. 2012 és 2014 között az Olimpo, a Gimnasia és a Racing Club, illetve az ecuadori LDU Quito csapatát erősítette kölcsönben. 2015-ben a Racing Club szerződtette. 2017-ben a mexikói Tijuanához igazolt. A 2018–19-es szezon első felében a Racing Clubnál szerepelt kölcsönben. 2019. július 10-én szerződést kötött az észak-amerikai első osztályban szereplő New England Revolution együttesével. Először 2019. július 18-án, a Vancouver Whitecaps ellen hazai pályán 4–0-ás győzelemmel zárult bajnokin lépett pályára és egyben megszerezte első gólját is a klub színeiben. 2024 januárjában visszatért Argentínába és a Talleres de Cordóbánál folytatta pályafutását.

## Statisztikák
2023. április 2. szerint
| Klub                   | Szezon   | Osztály  | Bajnokság | Bajnokság | Kupa  | Kupa | Nemzetközi | Nemzetközi | Összesen | Összesen |
| Klub                   | Szezon   | Osztály  | Meccs     | Gól       | Meccs | Gól  | Meccs      | Gól        | Meccs    | Gól      |
| ---------------------- | -------- | -------- | --------- | --------- | ----- | ---- | ---------- | ---------- | -------- | -------- |
| New England Revolution | 2019     | MLS      | 14        | 9         | 0     | 0    | —          | —          | 14       | 9        |
| New England Revolution | 2020     | MLS      | 23        | 8         | 0     | 0    | —          | —          | 23       | 8        |
| New England Revolution | 2021     | MLS      | 31        | 15        | 0     | 0    | —          | —          | 31       | 15       |
| New England Revolution | 2022     | MLS      | 19        | 8         | 1     | 0    | 2          | 0          | 22       | 8        |
| New England Revolution | 2023     | MLS      | 4         | 2         | 0     | 0    | —          | —          | 4        | 2        |
| Összesen               | Összesen | Összesen | 91        | 42        | 1     | 0    | 2          | 0          | 94       | 42       |

## Sikerei, díjai
Egyéni
- MLS All-Stars: 2021
- MLS – A Hónap Játékosa: 2021 július
- MLS – Best XI: 2021